# Josep Bonaplata i Corriol
Josep Bonaplata i Corriol, né en 1795 à Barcelone et mort le 2 juin 1843 à Buñol, est un manufacturier espagnol surtout connu pour avoir introduit l'usage de la machine à vapeur en Espagne et en Catalogne.